# Шадрінка (Казанський район)
Ша́дрінка (рос. Шадринка) — присілок у складі Казанського району Тюменської області, Росія.
Населення — 204 особи (2010, 196 у 2002).
Національний склад станом на 2002 рік:
- росіяни — 56 %
- казахи — 37 %